# 大衛·查德威克
大衛·查德威克（英語：David Chadwick，1945年—），生於美國德州，美國作家，以寫作佛教相關書籍而聞名。

## 生平
大衛·查德威克在德州長大，後來移居加州。1960年，成為鈴木俊隆禪師的學生，學習禪宗。1970年，在鈴木俊隆禪師過世不久後，查德威克開始致力於寫作，以宣揚佛教教義。

## 著作
- 1999年，《彎曲的黃瓜》（Crooked Cucumber – The Life and Zen Teaching of Shunryu Suzuki）